# Хешкили
Хешкили (груз. ჰეშკილი) — село в Грузии, на территории Местийского муниципалитета края (мхаре) Самегрело-Верхняя Сванетия.

## География
Село находится в северо-западной части Грузии, к югу от реки Мулхура (правый приток Ингури), на расстоянии приблизительно 2 километров (по прямой) к югу от посёлка городского типа Местиа, административного центра муниципалитета. Абсолютная высота — 1846 метров над уровнем моря.

## Население
По результатам официальной переписи населения 2014 года в Хешкили проживало 7 человек (3 мужчины и 4 женщины). В национальной структуре населения грузины составляли 100 %.
| Год  | Население, человек |
| ---- | ------------------ |
| 2002 | 87                 |
| 2014 | ↘ 7                |